# 臨海君
臨海君（1572年—1609年），本名李珒，字鎭國，朝鲜王朝第十四代國王宣祖的庶長子，為恭嬪金氏所生，是光海君的胞兄。
朝鮮宣祖的正妃懿仁王后沒有生育男嗣。而臨海君雖為宣祖長子，但他性格暴虐，仗著自己是王子的身份胡作非為，強奪人田，因此宣祖很討厭他，遲遲沒有立世子。直到1592年豐臣秀吉入侵朝鮮之際，宣祖才冊立臨海君的弟弟光海君為世子，並且讓光海君管理朝鮮國內之事。在這場戰爭中，臨海君奉命前往咸鏡道徵兵，但在當地與顺和君李𤣰一同被叛軍扣押，移交日軍加藤清正部，成為俘虜。在講和後獲釋。1608年他的胞弟光海君即位之後，將其視為眼中釘，以私藏军器、阴养死士、密谋篡位、私攜武器入宫等四条逆反罪名，剝奪爵位，流配外地。翌年光海君密令李廷彪將其殺死，享年三十八歲（虛歲）。
1623年，光海君被仁祖推翻，是為朝鮮歷史上的仁祖反正。仁祖即位後，恢復李珒的臨海君爵位，並過繼慶昌君李珘次子陽寧君李儆為後嗣。

## 註解
1. ↑  《臨海君謚狀》公諱珒，字鎭國，宣朝大王第一男，恭嬪金氏出，光海其亞也。公以隆慶壬申八月十四日生。……